# MPEG

MPEG logo

Alguns formatos de mídia digital bem conhecidos (até 2005) e os padrões MPEG que eles usam

O Moving Picture Experts Group (MPEG) é uma aliança de grupos de trabalho estabelecidos em conjunto pela ISO e IEC que estabelece padrões para codificação de mídia, incluindo codificação de compressão de áudio, vídeo, gráficos e dados genômicos; e transmissão e formatos de arquivo para várias aplicações. Juntamente com o JPEG, o MPEG é organizado sob ISO/IEC JTC 1/SC 29 – Codificação de informações de áudio, imagem, multimídia e hipermídia (ISO/IEC Joint Technical Committee 1, Subcommittee 29).
Os formatos MPEG são usados em vários sistemas multimídia. Os formatos de mídia MPEG antigos mais conhecidos geralmente usam codificação de mídia MPEG-1, MPEG-2 e MPEG-4 AVC e fluxos de transporte de sistemas MPEG-2 e fluxos de programas. Os sistemas mais novos geralmente usam o formato de arquivo de mídia básico MPEG e streaming dinâmico (também conhecido como MPEG-DASH).

## História
O MPEG foi criado em 1988 por iniciativa do Dr. Hiroshi Yasuda (NTT) e do Dr. Leonardo Chiariglione (CSELT). Chiariglione foi o presidente do grupo (chamado Convenor na terminologia ISO/IEC) desde o seu início até 6 de junho de 2020. A primeira reunião do MPEG foi em maio de 1988 em Ottawa, Canadá.
Começando na época do projeto MPEG-4 no final da década de 1990 e continuando até o presente, o MPEG cresceu para incluir aproximadamente 300 a 500 membros por reunião de várias indústrias, universidades e instituições de pesquisa.
Em 6 de junho de 2020, a seção MPEG do site pessoal de Chiariglione foi atualizada para informar aos leitores que ele havia se aposentado como Convenor, e ele disse que o grupo MPEG (então SC 29/WG 11) "foi fechado". Chiariglione descreveu suas razões para deixar o cargo em seu blog pessoal. Sua decisão seguiu um processo de reestruturação dentro do SC 29, no qual "alguns dos subgrupos do WG 11 (MPEG) [tornaram-se] grupos de trabalho (WGs) e grupos consultivos (AGs) distintos do MPEG" em julho de 2020. O Prof. Jörn Ostermann da Universidade de Hannover foi nomeado Convenor Interino do SC 29/WG 11 durante o período de reestruturação e foi então nomeado Convocador do Grupo Consultivo 2 do SC 29, que coordena as atividades técnicas gerais do MPEG.
A estrutura do MPEG que substituiu o antigo Grupo de Trabalho 11 inclui três Grupos Consultivos (AGs) e sete Grupos de Trabalho (WGs)
- SC 29/AG 2: Coordenação Técnica MPEG (Organizador: Prof. Joern Ostermann da Universidade de Hannover, Alemanha)
- SC 29/AG 3: MPEG Liaison and Communication (Organizador: Prof. Kyuheon Kim da Kyung Hee University, Coreia)
- SC 29/AG 5: Avaliação de qualidade visual MPEG (Organizador: Dr. Mathias Wien da RWTH Aachen University, Alemanha)
- SC 29/WG 2: Requisitos Técnicos MPEG (Organizador: Dr. Igor Curcio da Nokia, Finlândia)
- SC 29/WG 3: Sistemas MPEG (Organizador: Dr. Youngkwon Lim da Samsung, Coréia)
- SC 29/WG 4: Codificação de Vídeo MPEG (Organizador: Prof. Lu Yu da Universidade de Zhejiang, China)
- SC 29/WG 5: MPEG Joint Video Coding Team com ITU-T SG16 (Organizador: Prof. Jens-Rainer Ohm da RWTH Aachen University, Alemanha; anteriormente co-presidindo com o Dr. Gary Sullivan da Microsoft, Estados Unidos)
- SC 29/WG 6: Codificação de áudio MPEG (Organizador: Dr. Schuyler Quackenbush do Audio Research Labs, Estados Unidos)
- SC 29/WG 7: Codificação MPEG 3D Graphics (Organizador: Prof. Marius Preda do Institut Mines-Télécom SudParis)
- SC 29/WG 8: Codificação Genômica MPEG (Organizador: Dr. Marco Mattavelli da EPFL, Suíça)

A primeira reunião na estrutura atual foi realizada em outubro de 2020. Ela (e todas as outras reuniões do MPEG a partir de abril de 2020) foi realizada virtualmente por teleconferência devido à pandemia de COVID-19.

## Cooperação com outros grupos

### MPEG-2
O desenvolvimento do MPEG-2 incluiu um projeto conjunto entre o MPEG e o ITU-T Study Group 15 (que mais tarde se tornou o ITU-T SG16), resultando na publicação do padrão de sistemas MPEG-2 (ISO/IEC 13818-1, incluindo seus fluxos de transporte e fluxos de programa) como ITU-TH.222.0 e o padrão de vídeo MPEG-2 (ISO/IEC 13818-2) como ITU-TH.262. Sakae Okubo (NTT), foi o coordenador do ITU-T e presidiu os acordos sobre seus requisitos.

### Joint Video Team
Joint Video Team (JVT) foi um projeto conjunto entre ITU-T SG16/Q.6 (Study Group 16 / Questão 6) – VCEG (Video Coding Experts Group) e ISO/IEC JTC 1/SC 29/WG 11 – MPEG para o desenvolvimento de uma recomendação ITU-T de codificação de vídeo e padrão internacional ISO/IEC.. Foi formado em 2001 e teve como principal resultado o H.264/MPEG-4 AVC (MPEG-4 Part 10), que reduz a taxa de dados para codificação de vídeo em cerca de 50%, em comparação com o então -padrão ITU-T H.262 / MPEG-2 atual. O JVT foi presidido pelo Dr. Gary Sullivan, com vice-presidentes Dr. Thomas Wiegand do Instituto Heinrich Hertz na Alemanha e Dr. Ajay Luthra do Motorola nos Estados Unidos.

### Joint Collaborative Team on Video Coding
Joint Collaborative Team on Video Coding (JCT-VC) foi um grupo de especialistas em codificação de vídeo do ITU-T Study Group 16 (VCEG) e ISO/IEC JTC 1/SC 29/WG 11 (MPEG). Foi criado em 2010 para desenvolver a Codificação de Vídeo de Alta Eficiência (HEVC, MPEG-H Parte 2, ITU-TH.265), um padrão de codificação de vídeo que reduz ainda mais em cerca de 50% a taxa de dados necessária para codificação de vídeo, em comparação com o então atual padrão ITU-T H.264 / ISO/IEC 14496-10. JCT-VC foi co-presidido pelo Prof. Jens-Rainer Ohm e Gary Sullivan.

### Joint Video Experts Team
Joint Video Experts Team (JVET) é um grupo conjunto de especialistas em codificação de vídeo do ITU-T Study Group 16 (VCEG) e ISO/IEC JTC 1/SC 29/WG 11 (MPEG) criado em 2017 após uma fase de exploração que começou em 2015. A JVET desenvolveu o Versatile Video Coding (VVC, MPEG-I Parte 3, ITU-TH.266), concluído em julho de 2020, que reduz ainda mais a taxa de dados para codificação de vídeo em cerca de 50%, em comparação com o o então atual padrão ITU-T H.265 / HEVC, e o JCT-VC foi incorporado ao JVET em julho de 2020. Como o JCT-VC, o JVET foi co-presidido por Jens-Rainer Ohm e Gary Sullivan, até julho de 2021, quando Ohm tornou-se o único presidente (depois que Sullivan se tornou o presidente do SC 29).

## Padrões
Os padrões MPEG consistem em diferentes Partes. Cada parte cobre um determinado aspecto de toda a especificação. As normas também especificam perfis e níveis. Os perfis destinam-se a definir um conjunto de ferramentas que estão disponíveis e os níveis definem o intervalo de valores apropriados para as propriedades associadas a eles. Alguns dos padrões MPEG aprovados foram revisados por emendas posteriores e/ou novas edições.
Os principais formatos de compressão MPEG e padrões relacionados incluem:
- MPEG-1 (1993): Codificação de imagens em movimento e áudio associado para mídia de armazenamento digital em até cerca de 1,5 Mbit/s (ISO/IEC 11172). Essa versão inicial é conhecida como formato de arquivo com perdas e é o primeiro padrão de compactação MPEG para áudio e vídeo. É comumente limitado a cerca de 1,5 Mbit/s, embora a especificação seja capaz de taxas de bits muito mais altas. Ele foi basicamente projetado para permitir que imagens em movimento e som fossem codificados na taxa de bits de um CD. É usado em CD de vídeo e pode ser usado para vídeo de baixa qualidade em DVD de vídeo. Foi usado em serviços de TV digital por satélite/cabo antes de o MPEG-2 se tornar difundido. Para atender ao requisito de bit baixo, o MPEG-1 diminui a resolução das imagens, bem como usa taxas de imagem de apenas 24–30 Hz, resultando em uma qualidade moderada.[23] Inclui o popular formato de compressão de áudio MPEG-1 Audio Layer III (MP3).
- MPEG-2 (1996): Codificação genérica de imagens em movimento e informações de áudio associadas (ISO/IEC 13818). Padrões de transporte, vídeo e áudio para televisão com qualidade de transmissão. O padrão MPEG-2 era consideravelmente mais amplo em escopo e apelo mais amplo – suportando entrelaçamento e alta definição. O MPEG-2 é considerado importante porque foi escolhido como o esquema de compressão para a televisão digital over-the-air ATSC, DVB e ISDB, serviços de TV digital via satélite como Dish Network, sinais digitais de televisão a cabo, SVCD e DVD Video.[23] Também é usado em discos Blu-ray, mas eles normalmente usam MPEG-4 Parte 10 ou SMPTE VC-1 para conteúdo de alta definição.
- MPEG-4 (1998): Codificação de objetos audiovisuais. (ISO/IEC 14496) O MPEG-4 fornece uma estrutura para algoritmos de compactação mais avançados, resultando potencialmente em taxas de compactação mais altas em comparação com o MPEG-2 ao custo de requisitos computacionais mais altos. O MPEG-4 também suporta Gerenciamento e Proteção de Propriedade Intelectual (IPMP), que fornece a facilidade de usar tecnologias proprietárias para gerenciar e proteger conteúdo como gerenciamento de direitos digitais.[24] Ele também oferece suporte a MPEG-J, uma solução totalmente programática para a criação de aplicativos multimídia interativos personalizados ( ambiente de aplicativo Java com uma API Java) e muitos outros recursos.[25][26][27] Dois novos padrões de codificação de vídeo de maior eficiência (mais recentes que o vídeo MPEG-2) estão incluídos:
  - MPEG-4 Parte 2 (incluindo seus perfis Simples e Simples Avançado) e
  - MPEG-4 AVC (MPEG-4 Parte 10 ou ITU-TH.264, 2003). MPEG-4 AVC pode ser usado em discos HD DVD e Blu-ray, juntamente com VC-1 e MPEG-2.

O MPEG-4 AVC foi escolhido como o esquema de compressão de vídeo para transmissão de televisão aberta no Brasil (ISDB-TB), baseado no sistema de televisão digital do Japão (ISDB-T).
Um projeto MPEG-3 foi cancelado. O MPEG-3 foi planejado para lidar com a padronização da compactação escalável e multi-resolução e foi planejado para a compactação HDTV, mas foi considerado desnecessário e foi mesclado com o MPEG-2; como resultado, não há padrão MPEG-3. O projeto MPEG-3 cancelado não deve ser confundido com MP3, que é MPEG-1 ou MPEG-2 Audio Layer III.
Além disso, os seguintes padrões, embora não sejam avanços sequenciais para o padrão de codificação de vídeo como MPEG-1 a MPEG-4, são referidos por notação semelhante:
- MPEG-7 (2002): Interface de descrição de conteúdo multimídia . (ISO/IEC 15938)
- MPEG-21 (2001): Estrutura multimídia (MPEG-21). (ISO/IEC 21000) O MPEG descreve esse padrão como uma estrutura multimídia e fornece gerenciamento e proteção de propriedade intelectual.

Além disso, mais recentemente do que outros padrões acima, o MPEG produziu os seguintes padrões internacionais; cada um dos padrões contém múltiplas tecnologias MPEG para uma variedade de aplicações. (Por exemplo, MPEG-A inclui várias tecnologias no formato de aplicativo multimídia.)
- MPEG-A (2007): Formato de aplicativo multimídia (MPEG-A). (ISO/IEC 23000) (por exemplo, uma explicação da finalidade dos formatos de aplicativo multimídia,[35] formato de aplicativo de reprodutor de música MPEG, formato de aplicativo de reprodutor de foto MPEG e outros)
- MPEG-B (2006): tecnologias de sistemas MPEG. (ISO/IEC 23001) (por exemplo, formato MPEG binário para XML,[36] Fragment Request Units (FRUs), Bitstream Syntax Description Language (BSDL) e outros)
- MPEG-C (2006): tecnologias de vídeo MPEG. (ISO/IEC 23002) (por exemplo, requisitos de precisão para implementação da transformação de cosseno discreto inverso 8x8 de saída inteira[37] e outros)
- MPEG-D (2007): tecnologias de áudio MPEG. (ISO/IEC 23003) (por exemplo, MPEG Surround,[38]
- MPEG-E (2007): Middleware de multimídia . (ISO/IEC 23004) (também conhecido como M3W) (por exemplo, arquitetura,[38] interface de programação de aplicativo multimídia (API), modelo de componente e outros)
- MPEG-G (2019) Genomic Information Representation (ISO/IEC 23092), Partes 1–6 para transporte e armazenamento, codificação, metadados e APIs, software de referência, conformidade e anotações
- Tecnologias de mídia suplementar (2008, posteriormente substituídas e retiradas). (ISO/IEC 29116) Ele tinha uma parte publicada, protocolos de formato de aplicativo de streaming de mídia, que mais tarde foi substituído e revisado nos protocolos MPEG-M Part 4's MPEG extensible middleware (MPEG-M).[39]
- MPEG-V (2011): Contexto e controle de mídia. (ISO/IEC 23005) (também conhecido como troca de informações com mundos virtuais)[40][41] (por exemplo, características de avatar, informações do sensor, arquitetura[42][43]
- MPEG-M (2010): MPEG eXtensible Middleware (MXM). (ISO/IEC 23006)[44][45][46] (por exemplo, arquitetura e tecnologias MXM,[47] API e protocolos MPEG extensible middleware (MXM)[48])
- MPEG-U (2010): interfaces de usuário de mídia avançada. (ISO/IEC 23007)[49][50] (por exemplo, Widgets)
- MPEG-H (2013): Codificação de Alta Eficiência e Entrega de Mídia em Ambientes Heterogêneos . (ISO/IEC 23008) Parte 1 – Transporte de mídia MPEG; Parte 2 – Codificação de Vídeo de Alta Eficiência (HEVC, ITU-T H.265); Parte 3 – Áudio 3D.
- MPEG-DASH (2012): Tecnologia da informação – Streaming adaptativo dinâmico sobre HTTP (DASH). (ISO/IEC 23009) Parte 1 – Descrição da apresentação de mídia e formatos de segmento
- MPEG-I (2020): Representação Codificada de Mídia Imersiva[51] (ISO/IEC 23090), incluindo Parte 2 Formato de Mídia Omnidirecional (OMAF) e Parte 3 – Codificação de Vídeo Versátil (VVC, ITU-T H.266)
- MPEG-CICP (ISO/IEC 23091) Coding-Independent Code Points (CICP), Partes 1–4 para sistemas, vídeo, áudio e uso de pontos de código de vídeo

| Abreviação de grupo de padrões | Título | Número de série padrão ISO/IEC | Primeira data de lançamento público (Primeira edição) | Descrição |
| ------------------------------ | --- | ------------------------------ | ----------------------------------------------------- | --- |
| MPEG-1                         | Codificação de imagens em movimento e áudio associado para mídia de armazenamento digital em até cerca de 1,5 Mbit/s | ISO/IEC 11172                  | 1993                                                  | Embora o título se concentre em taxas de bits de 1,5 Mbit/s e inferiores, o padrão também é capaz de taxas de bits mais altas. |
| MPEG-2                         | Codificação genérica de imagens em movimento e informações de áudio associadas                                       | ISO/IEC 13818                  | 1995                                                  | |
| MPEG-3                         | N/A | N/A                            | N/A                                                   | Abandonado como desnecessário; requisitos incorporados ao MPEG-2                                                               |
| MPEG-4                         | Codificação de Objetos Audiovisuais                                                                                  | ISO/IEC 14496                  | 1999                                                  | |
| MPEG-7                         | Interface de descrição de conteúdo multimídia                                                                        | ISO/IEC 15938                  | 2002                                                  | |
| MPEG-21                        | Estrutura Multimídia                                                                                                 | ISO/IEC 21000                  | 2001                                                  | |
| MPEG-A                         | Formato de aplicativo multimídia                                                                                     | ISO/IEC 23000                  | 2007                                                  | |
| MPEG-B                         | Tecnologias de Sistemas MPEG                                                                                         | ISO/IEC 23001                  | 2006                                                  | |
| MPEG-C                         | Tecnologias de Vídeo MPEG                                                                                            | ISO/IEC 23002                  | 2006                                                  | |
| MPEG-D                         | Tecnologias de Áudio MPEG                                                                                            | ISO/IEC 23003                  | 2007                                                  | |
| MPEG-E                         | Middleware multimídia                                                                                                | ISO/IEC 23004                  | 2007                                                  | |
| MPEG-V                         | Contexto e controle da mídia                                                                                         | ISO/IEC 23005                  | 2011                                                  | |
| MPEG-M                         | MPEG eXtensible Middleware (MXM)                                                                                     | ISO/IEC 23006                  | 2010                                                  | |
| MPEG-U                         | Interfaces de usuário de rich media                                                                                  | ISO/IEC 23007                  | 2010                                                  | |
| MPEG-H                         | Codificação de alta eficiência e entrega de mídia em ambientes heterogêneos                                          | ISO/IEC 23008                  | 2013                                                  | |
| MPEG-DASH                      | Transmissão dinâmica adaptável por HTTP                                                                              | ISO/IEC 23009                  | 2012                                                  | |
| MPEG-I                         | Representação codificada de mídia imersiva                                                                           | ISO/IEC 23090                  | 2020                                                  | |
| MPEG-CICP                      | Pontos de código independentes de codificação                                                                        | ISO/IEC 23091                  | 2018                                                  | Originalmente parte do MPEG-B                                                                                                  |
| MPEG-G                         | Representação da Informação Genômica                                                                                 | ISO/IEC 23092                  | 2019                                                  | |
| MPEG-IoMT                      | Internet das Coisas da Mídia                                                                                         | ISO/IEC 23093                  | 2019                                                  | |
| MPEG-5                         | Codificação Geral de Vídeo                                                                                           | ISO/IEC 23094                  | 2020                                                  | Codificação de vídeo essencial (EVC) e codificação de vídeo de aprimoramento de baixa complexidade (LCEVC)                     |
| (Nenhum)                       | Tecnologias de Mídia Suplementar                                                                                     | ISO/IEC 29116                  | 2008                                                  | Retirado e substituído por MPEG-M Parte 4 - protocolos MPEG extensible middleware (MXM)                                        |

## Processo de padronização
Uma norma publicada pela ISO/IEC é a última etapa de um processo de aprovação que começa com a proposta de um novo trabalho dentro de um comitê. As etapas do processo de desenvolvimento padrão incluem:
- NP ou NWIP – New Project ou New Work Item Proposal
- AWI – Approved Work Item
- WD – Working Draft
- CD ou CDAM – Committee Draft ou Committee Draft Amendment
- DIS ou DAM – Draft International Standard ou Draft Amendment
- FDIS ou FDAM – Final Draft International Standard ou Final Draft Amendment
- IS ou AMD – International Standard ou Amendment

Outras abreviaturas:
- DTR – Draft Technical Report (para informação)
- TR – Technical Report
- DCOR – Draft Technical Corrigendum (para correções)
- COR – Technical Corrigendum

Uma proposta de trabalho (Nova Proposta) é aprovada no nível do Subcomitê e depois no nível do Comitê Técnico (SC 29 e JTC 1, respectivamente, no caso do MPEG). Quando o escopo do novo trabalho é suficientemente esclarecido, o MPEG costuma abrir "chamadas de propostas". O primeiro documento produzido para os padrões de codificação de áudio e vídeo é geralmente chamado de modelo de teste. Quando uma confiança suficiente na estabilidade do padrão em desenvolvimento é alcançada, um Minuta de Trabalho (WD) é produzido. Quando um WD é suficientemente sólido (normalmente depois de produzir vários WDs numerados), o próximo rascunho é emitido como um Rascunho do Comitê (CD) (geralmente no horário planejado) e é enviado aos Órgãos Nacionais (NBs) para comentários. Quando um consenso é alcançado para prosseguir para a próxima etapa, o rascunho torna-se um Projeto de Norma Internacional (DIS) e é enviado para outra cédula. Após uma revisão e comentários emitidos por NBs e uma resolução de comentários no grupo de trabalho, um Projeto de Norma Internacional Final (FDIS) é normalmente emitido para uma cédula de aprovação final. A cédula de aprovação final é votada pelos Organismos Nacionais, sem alterações técnicas permitidas (uma cédula de aprovação sim/não). Se aprovado, o documento torna-se um Padrão Internacional (IS). Nos casos em que o texto for considerado suficientemente maduro, as etapas WD, CD e/ou FDIS podem ser puladas. O desenvolvimento de um padrão é concluído quando o documento FDIS é emitido, sendo o estágio FDIS apenas para aprovação final e, na prática, o estágio FDIS para padrões MPEG sempre resultou em aprovação. Após uma revisão e comentários emitidos por NBs e uma resolução de comentários no grupo de trabalho, um Projeto de Norma Internacional Final (FDIS) é normalmente emitido para uma cédula de aprovação final. A cédula de aprovação final é votada pelos Organismos Nacionais, sem alterações técnicas permitidas (uma cédula de aprovação sim/não). Se aprovado, o documento torna-se um Padrão Internacional (IS). Nos casos em que o texto for considerado suficientemente maduro, as etapas WD, CD e/ou FDIS podem ser puladas. O desenvolvimento de um padrão é concluído quando o documento FDIS é emitido, sendo o estágio FDIS apenas para aprovação final e, na prática, o estágio FDIS para padrões MPEG sempre resultou em aprovação. Após uma revisão e comentários emitidos por NBs e uma resolução de comentários no grupo de trabalho, um Projeto de Norma Internacional Final (FDIS) é normalmente emitido para uma cédula de aprovação final. A cédula de aprovação final é votada pelos Organismos Nacionais, sem alterações técnicas permitidas (uma cédula de aprovação sim/não). Se aprovado, o documento torna-se um Padrão Internacional (IS). Nos casos em que o texto for considerado suficientemente maduro, as etapas WD, CD e/ou FDIS podem ser puladas. O desenvolvimento de um padrão é concluído quando o documento FDIS é emitido, sendo o estágio FDIS apenas para aprovação final e, na prática, o estágio FDIS para padrões MPEG sempre resultou em aprovação. A cédula de aprovação final é votada pelos Organismos Nacionais, sem alterações técnicas permitidas (uma cédula de aprovação sim/não). Se aprovado, o documento torna-se um Padrão Internacional (IS). Nos casos em que o texto for considerado suficientemente maduro, as etapas WD, CD e/ou FDIS podem ser puladas. O desenvolvimento de um padrão é concluído quando o documento FDIS é emitido, sendo o estágio FDIS apenas para aprovação final e, na prática, o estágio FDIS para padrões MPEG sempre resultou em aprovação. A cédula de aprovação final é votada pelos Organismos Nacionais, sem alterações técnicas permitidas (uma cédula de aprovação sim/não). Se aprovado, o documento torna-se um Padrão Internacional (IS). Nos casos em que o texto for considerado suficientemente maduro, as etapas WD, CD e/ou FDIS podem ser puladas. O desenvolvimento de um padrão é concluído quando o documento FDIS é emitido, sendo o estágio FDIS apenas para aprovação final e, na prática, o estágio FDIS para padrões MPEG sempre resultou em aprovação.